# ヴェサ・ハカラ
ヴェサ・ハカラ（Vesa Hakala、1968年12月5日 - ）はフィンランド、サタクンタ県ハリアヴァルタ出身の元スキージャンプ選手。

## プロフィール
1988年3月6日のラハティスキーゲームズでスキージャンプ・ワールドカップにデビュー、11位となった。
1990年12月16日の札幌（日本）でワールドカップ自己最高位となる3位入賞、1991年ノルディックスキー世界選手権では団体戦で銀メダルを獲得、個人ノーマルヒルでは14位となった。
1992-1993シーズンのスキージャンプ週間では自己最高となる総合5位、1993年ノルディックスキー世界選手権では団体戦で6位、個人ラージヒル17位、ノーマルヒル12位。このシーズンのワールドカップ総合は自己最高の15位だった。
1994-1995シーズン中に現役を退いた。